# Xenostega irrorata
Xenostega irrorata är en fjärilsart som beskrevs av Louis Beethoven Prout 1915. Xenostega irrorata ingår i släktet Xenostega och familjen mätare. Inga underarter finns listade i Catalogue of Life.